# Rudolf-Kaiser-Preis
Mit dem Rudolf-Kaiser-Preis wird seit 1989 jährlich ein Nachwuchswissenschaftler für besondere wissenschaftliche Leistungen im Bereich der Experimentalphysik ausgezeichnet. Er ist benannt nach dem deutschen Physiker Rudolf Kaiser.
Ausgeschlossen sind Arbeiten an Großgeräten wie beispielsweise Teilchenbeschleunigern, da diese in der Regel schwierig einer bestimmten Person zugeordnet werden können. Voraussetzung ist, dass der Preisträger noch nicht auf eine Professur berufen worden ist. Vergeben wird der Preis von der Rudolf-Kaiser-Stiftung im Stifterverband für die Deutsche Wissenschaft. Das Preisgeld beträgt 30.000 € (Stand 2022).

## Preisträger
- 1989: Dieter Meschede
- 1990: Gert Denninger
- 1991: Thomas Elsässer, Wolfgang Elsässer
- 1992: Robert Scholl, Bernhard Weber
- 1993: Pablo D. Esquinazi
- 1994: Klaus Müller-Dethlefs
- 1995: Karsten Buse
- 1996: Klaus Schmidt-Rohr
- 1997: Reinhold Kleiner
- 1998: Tilman Pfau
- 1999: Lutz Schweikhard
- 2000: Alfred Leitenstorfer
- 2001: Franz Josef Gießibl
- 2002: Immanuel Bloch
- 2003: Ferdinand Schmidt-Kaler, Dietrich Leibfried
- 2004: Jürgen Weis
- 2005: Georg Schmidt
- 2007: Johannes Hecker Denschlag
- 2008: Robert Huber
- 2009: Rupert Huber
- 2010: Hanns-Christoph Nägerl
- 2011: Thorsten Hugel
- 2012: Malte Gather
- 2014: Alexander Szameit
- 2015: Ulrich Schneider
- 2016: Maksim Kunitski
- 2017: Andrea Alberti
- 2018: Laura Na Liu
- 2019: Tim Langen
- 2020: Johannes Gooth
- 2021: Arash Rahimi-Iman
- 2022: Manish Garg
- 2023: Julian Schmitt
- 2024: Mikhail Korobko